# ویسکست (مین)
ویسکست(به انگلیسی: Wiscasset) شهری در ایالت مین کشور ایالات متحده آمریکا است که جمعیت آن در سرشماری سال ۲۰۱۰ میلادی، ۱٬۰۹۷ نفر بوده‌است.